# Isao Okano
Isao Okano (岡野 功?, Okano Isao; Ryūgasaki, 20 gennaio 1944) è un ex judoka giapponese.

## Palmarès
Olimpiadi
- 1 medaglia:
  - 1 oro (pesi medi a Tokyo 1964)

Mondiali
- 1 medaglia:
  - 1 oro (pesi medi a Rio de Janeiro 1965)